# Piotr Niedlich
Piotr Niedlich (ur. ?, zm. ?) – polski duchowny rzymskokatolicki, biskup płocki.

## Życiorys
W 1260 został biskupem płockim. Ostatnia wzmianka o nim pochodzi z 1270.
Kasper Niesiecki przypisywał mu herb Wąż.